# Siegessäule (magazine)
 (août 2025).
La mise en forme du texte ne suit pas les recommandations de Wikipédia : il faut le « wikifier ».
Les points d'amélioration suivants sont les cas les plus fréquents. Le détail des points à revoir est peut-être précisé sur la page de discussion.
- Les titres sont pré-formatés par le logiciel. Ils ne sont ni en capitales, ni en gras.
- Le texte ne doit pas être écrit en capitales (les noms de famille non plus), ni en gras, ni en italique, ni en « petit »…
- Le gras n'est utilisé que pour surligner le titre de l'article dans l'introduction, une seule fois.
- L'italique est rarement utilisé : mots en langue étrangère, titres d'œuvres, noms de bateaux, etc.
- Les citations ne sont pas en italique mais en corps de texte normal. Elles sont entourées par des guillemets français : « et ».
- Les listes à puces sont à éviter, des paragraphes rédigés étant largement préférés. Les tableaux sont à réserver à la présentation de données structurées (résultats, etc.).
- Les appels de note de bas de page (petits chiffres en exposant, introduits par l'outil «  Source ») sont à placer entre la fin de phrase et le point final[comme ça].
- Les liens internes (vers d'autres articles de Wikipédia) sont à choisir avec parcimonie. Créez des liens vers des articles approfondissant le sujet. Les termes génériques sans rapport avec le sujet sont à éviter, ainsi que les répétitions de liens vers un même terme.
- Les liens externes sont à placer uniquement dans une section « Liens externes », à la fin de l'article. Ces liens sont à choisir avec parcimonie suivant les règles définies. Si un lien sert de source à l'article, son insertion dans le texte est à faire par les notes de bas de page.
- La présentation des références doit suivre les conventions bibliographiques. Il est recommandé d'utiliser les modèles {{Ouvrage}}, {{Chapitre}}, {{Article}}, {{Lien web}} et/ou {{Bibliographie}}. Le mode d'édition visuel peut mettre en forme automatiquement les références.
- Insérer une infobox (cadre d'informations à droite) n'est pas obligatoire pour parachever la mise en page.

Pour une aide détaillée, merci de consulter Aide:Wikification.
Si vous pensez que ces points ont été résolus, vous pouvez retirer ce bandeau et améliorer la mise en forme d'un autre article.
Siegessäule est un magazine mensuel berlinois paru pour la première fois en 1984. S'il porte initialement le sous-titre de « Berlins Monatsblatt für Schwule » et est principalement consacré à la culture homosexuelle masculine, le contenu est élargi aux thèmes lesbiens en 1996, et à un groupe cible queer depuis septembre 2005. Siegessäule est ainsi le seul magazine de cette taille en Europe à s'adresser à l'ensemble de la communauté LGBT. Au deuxième trimestre 2019, le magazine est distribué gratuitement dans 573 points relais à Berlin et le tirage diffusé a été de 48 220 exemplaires.

## Histoire

### 1977–1989
En 1977 est publié pour la première fois à Berlin-Ouest un bulletin d'informations gay nommé AHA-Info, rédigé par l'Allgemeine Homosexuellen Arbeitsgemeinschaft (de), un groupe homosexuel de centre droit construit en opposition à l'orientation socialiste de l'Action Homosexuelle de Berlin-Ouest. 
Le 10 février 1984, lors de la Réunion des groupes gays berlinois (Treffen Berliner Schwulengruppen (de) ou TBS), le comité de l'AHA propose de transformer l'AHA-Info en une « info mensuelle de tous les groupes TBS ». Un groupe de travail se réuni alors en février de la même année à la librairie Eisenherz de la Bülowstraße.
En mars 1984, le nom de Siegessäule est choisi, en référence à la Colonne de la Victoire érigée au centre du grand parc de Tiergarten. Une réunion s'organise alors au SchwuZ pour acter la fondation du magazine. La première édition parait dès le 1er avril 1984 au format A4 avec un tirage de 500 exemplaires, au prix d'un Deutsche Mark.
Fondé aux débuts de l'épidémie de VIH/sida, le magazine propose dès lors de nombreux reportages sur le sujet. En décembre 1985, un numéro spécial intitulé « Aids - Die Dimension einer Krankheit » (Sida - la dimension d'une maladie) résume l'état de la recherche de l'époque et les débats sociopolitiques qui se développent autour de l'épidémie, avec un regard pensé par des gays et pour des gays. Cette publication gratuite, à laquelle collaborent notamment Rosa von Praunheim, Matthias Frings (de), Elmar Kraushaar (de), Thomas Brüggemann (de) et Eberhard Zastrau (de), est financée entre autres par une subvention d'Ulf Fink (de), alors sénateur CDU de Berlin, responsable du domaine de la santé.

### 1989–1996
À partir de la Réunification de 1989, Siegessäule est intégré, avec le magazine Rosa Flieder de Nuremberg, dans un magazine gay national nommé magnus (en référence aux sexologue Magnus Hirschfeld) et y est publié comme supplément berlinois. À ses débuts, cette nouvelle version de Siegessäule compte huit pages et liste 216 évènements et rendez-vous pour les gays. Micha Schulze et Dirk Evenson développent alors la rédaction berlinoise, qui passe en quelques mois à 24 pages. Après un changement d'éditeur en 1995, magnus et donc Siegessäule paraissent aux Editions Jackwerth de Cologne, et en 1996, le magazine cesse définitivement de paraître. 

### 1996–2005
Siegessäule fête alors sa renaissance, détaché de magnus, et est depuis distribué gratuitement sur la scène berlinoise. Le financement se fait dès lors principalement par des annonces. La nouvelle rédaction en chef, composée de Manuela Kay (à partir de 1996) et de Peter Polzer (à partir de 1997), fait officiellement de Siegessäule un « magazine gay et lesbien ». Au cours des années 1990, il se développe de plus en plus en un média journalistique sérieux et devient le porte-parole de la scène berlinoise.
En 2004, Siegessäule comporte en moyenne 100 pages pour un tirage de près de 50 000 exemplaires. En plus d'être distribué gratuitement dans environ 600 magasins, restaurants et bars, le magazine est disponible dans les kiosques à partir de l'automne 2004 au prix de 2,90 euros.

### 2005–2012
Entre 2005 et 2008, Holger Wicht est rédacteur en chef et, après une relance en septembre 2005, il remplace le terme « gay et lesbien » par le mot « queer » sur la couverture. L'ambition du magazine de s'adresser de la même manière à toutes les personnes du spectre LGBT se manifeste ainsi pour la première fois et fait depuis lors partie intégrante de la marque Siegessäule. Une orientation qui se poursuit par le rédacteur en chef suivant, Sirko Salka, qui dirige le magazine de 2008 à 2013. En mars 2009, à l'occasion de son 25e anniversaire, le maire de Berlin de l'époque, Klaus Wowereit (l'auteur de la citation « arm, aber sexy »), qualifie Siegessäule de « vaisseau amiral éditorial de la communauté gay et lesbienne de Berlin ».

### Après 2012
En automne 2012, peu après la reprise du magazine par la maison d'édition Special Media SDL, Siegessäule parait pour la première fois avec un agenda bilingue allemand/anglais. La rédaction en chef gay et lesbienne de Jan Noll et Christina Reinthal, active depuis l'édition de mars 2013, développe progressivement le contenu en anglais et en octobre 2014 - à l'occasion du 30ème anniversaire du magazine - la première édition en grande partie bilingue est publiée sous le nom de « Siegessäule - We are queer Berlin », faisant du magazine la publication de ce type qui a le plus fort tirage au monde. De l'édition de mai 2017 à l'édition de juillet 2023, Jan Noll est le seul rédacteur en chef. 

## Format papier
Le magazine Siegessäule publie chaque mois des articles sur des thèmes liés à la communauté queer : politique, actualités locales, cinéma, musique, littérature et théâtre. Avec environ 3000 rendez-vous mensuels répertoriés, le magazine offre le plus vaste agenda régional de la communauté queer allemande. Un annuaire professionnel gay et lesbien l'accompagne sous le nom de Siegessäule Kompass. En outre, des numéros spéciaux sont publiés à l'occasion de la CSD berlinoise, du prix du film queer Teddy, de la Journée mondiale du VIH/sida et de la Rencontre berlinoise du cuir et du fétiche.

## Version numérique
Depuis janvier 1997, Siegessäule a un site Internet. Il est développé en novembre 2008 par la future éditrice Gudrun Fertig pour devenir une offre complète avec sa propre rédaction, un calendrier des évènements berlinois et un répertoire détaillé des lieux de la communauté. Depuis une relance en avril 2013, l'agenda est utilisable en allemand et en anglais. Parallèlement, une version mobile du site est introduite. L'équipe de rédaction de Siegessäule est responsable du contenu et alimente quotidiennement le site en articles d'actualité.

## Graphisme et logo
Le logo actuel de Siegessäule existe depuis la relance du magazine en octobre 2014. La police de caractères Compacta est choisie à l'occasion du 30e anniversaire du magazine par Volker Demand, directeur de la création depuis 1995 et responsable de la conception de toutes les relances jusqu'en 2020. Elle est réminiscence des débuts du magazine : il s'agit en effet de la même police que celle utilisée pour le logo en 1984, où les lettres étaient alors en italique.

## Engagements politiques
Dans son numéro de mai 2006, Siegessäule se mobilise pour la Parada Równości à Varsovie afin de soutenir les LGBT polonais face aux offensives conservatrices du gouvernement de l'époque.
Lors d'occasions telles que la lesbisch-schwulen Stadtfest de Berlin ou le Siegessäule-Lounge mensuel en 2016, le magazine collecte des dons pour des ONG queer et des projets d'entraide comme Queer Amnesty, le Schwulenberatung, LesMigraS, MILES ou Women in Exile[réf. souhaitée].
En 2016, Siegessäule et le magazine lesbien L-MAG, également publié par les Editions Special Media SDL, rejoignent l'initiative berlinoise « Berlin braucht uns ! Keine Stimme den Blauen und Braunen », une association de médias, d'institutions et de groupes d'entraide queer. Sous ce slogan, les participants prennent activement position contre les partis d'extreme droite allemands AfD et NPD.

## Jury et compétitions
De 1993 à 2015, Siegessäule décerne chaque année à la Berlinale le prix « Else ». Un prix du jury des lecteurs de Siegessäule est également décerné pour les films queer du Festival international du film de Berlin.
En outre, Siegessäule organise entre 2009 et 2014 le Siegessäule-Drag-Contest, qui a lieu chaque année à Pâques au SchwuZ et qui permet de désigner le ou la meilleure drag-performer de la capitale.

## Événements
En plus de plusieurs grandes fêtes dans les années 1990 et au début des années 2000 (la « Spring-Party » en 1997[réf. souhaitée] et les fêtes du 15e et 20e anniversaire du magazine en 1999 et 2004, qui attirent jusqu'à 6 000 personnes à l'Arena Berlin-Treptow[réf. souhaitée]), Siegessäule organise à plusieurs reprises des tables rondes et des événements sur des thèmes comme la « visibilité lesbienne », la « discrimination au sein du milieu » ou « l'information sur l'hépatite C »[réf. souhaitée].
De 2010 à 2013, Siegessäule organise à quatre reprises avec le SchwuZ le « Queer Noises Festival »[réf. souhaitée] - une plateforme permettant aux groupes du milieu musical queer de se présenter à un plus large public[réf. souhaitée].
Pour le 30e anniversaire de Siegessäule, l'exposition « 30 ans de Siegessäule » est réalisée à l'automne 2014 en collaboration avec le Schwules Museum, et rend accessible aux visiteurs tous les numéros du magazine. En outre, des trésors sélectionnés parmi les vastes archives photographiques de la Siegessäule, sont solennellement offertes au musée lors du vernissage de l'exposition.

## Parutions controversées
En novembre 2003, Siegessäule publie un article en première page sur le coming-out des jeunes gays et lesbiennes au sein de la communauté turque musulmane. La couverture correspondante montre le drapeau turc sous le titre « Türken raus ! » - un jeu de mots avec l'expression « Sortez du placard ! », courante dans le contexte du coming-out et de l'émancipation homosexuelle. L'expression « Türken raus ! » prend cependant également une connotation raciste dans un contexte d'islamophobie croissante en Allemagne, et suscite alors de vives réactions dans les communautés queer et turque de Berlin.
Dans son numéro de mai 2006, Siegessäule se mobilise pour la Parada Równości de Varsovie, dépégnant en couverture les personnages de dessins animés Bolek et Lolek en militants de la cause homosexuelle. Le slogan « La Pologne maintenant - Teraz Polska » est lui repris d'une campagne marketing pour promouvoir l'économie polonaise. Andrzej Pewniak, président de l'« Initiative citoyenne pour la défense de l'image de Bolek et Lolek », voit même dans ces deux personnages un « symbole national » qui appartient aux Polonais, et demande au gouvernement de prendre des mesures contre la couverture du magazine.